# Trogoblemma cacodoxica
Trogoblemma cacodoxica är en fjärilsart som beskrevs av Dyar 1914. Trogoblemma cacodoxica ingår i släktet Trogoblemma och familjen nattflyn. Inga underarter finns listade i Catalogue of Life.